# Aaron Maund
Aaron Maund, né le 19 septembre 1990 à Boston, est un joueur américano-trinidadien de soccer. Il évolue au poste de défenseur et fait toute sa carrière professionnelle aux États-Unis.

## Biographie

### En club
Le 9 août 2017, Aaron Maund est échangé aux Whitecaps de Vancouver en retour d'un choix lors du troisième tour de la MLS SuperDraft 2018.

### En sélection
Avec l'équipe de Trinité-et-Tobago des moins de 17 ans, il participe à la Coupe du monde des moins de 17 ans en 2007. Lors du mondial junior organisé en Corée du Sud, il joue trois matchs, avec pour résultat trois lourdes défaites.
Avec l'équipe des États-Unis des moins de 20 ans, il participe à la Coupe du monde des moins de 20 ans en 2009, mais en restant sur le banc des remplaçants.

## Palmarès

### En club
Real Salt Lake
- Finaliste de la Coupe MLS en 2013
- Finaliste de la Coupe des États-Unis en 2013

 Whitecaps de Vancouver
- Finaliste du Championnat canadien en 2018

### En sélection
États-Unis -20 ans
- Finaliste du Championnat CONCACAF en 2009